# 阿爾巴 (密蘇里州)
阿爾巴（英語：Alba）是位於美國密蘇里州賈斯珀縣的城市。

## 人口
根據2020年美國人口普查的數據，阿爾巴的面積為0.85平方千米，皆為陸地。當地共有人口544人，而人口密度為每平方千米640人。